# Berliet AM
Der Berliet AM, war ein nur als Chassis erhältliches PKW-Modell der Fahrzeugherstellers Berliet in Lyon aus dem Jahre 1911. Wegen seiner steuerlichen Einstufung wird es auch als Berliet 12 CV bezeichnet.

## Geschichte und Technik
Das Fahrzeug erhielt seine allgemeine Betriebserlaubnis  durch den örtlich und sachlich zuständigen Inspecteur des Mines im März 1911. Das Fahrzeug wurde bis etwa 1915 gebaut.
Der Vierzylindermotor hatte eine Bohrung von 80 und einen Hub von 120 mm, also einen Hubraum von 2413 cm³. Steuerlich war das Auto mit 12 CV fiscaux eingestuft, die bei 1000/min. abgegebene effektive Leistung ist in den Quellen nicht angegeben.
Das Getriebe hatte vier Vorwärtsgänge und einen Rückwärtsgang. Der Antrieb erfolgte über eine Kardanwelle auf die Hinterachse. Der Radstand betrug 2,902 m, die Spurweite vorne 1,32 m, hinten 1,35 m.